# Cantón de Mundolsheim
El cantón de Mundolsheim era una división administrativa francesa, que estaba situada en el departamento de Bajo Rin y la región de Alsacia.

## Composición
El cantón estaba formado por catorce comunas:
- Achenheim
- Breuschwickersheim
- Eckbolsheim
- Hangenbieten
- Ittenheim
- Lampertheim
- Mittelhausbergen
- Mundolsheim
- Niederhausbergen
- Oberhausbergen
- Oberschaeffolsheim
- Reichstett
- Souffelweyersheim
- Wolfisheim

## Supresión del cantón de Mundolsheim
En aplicación del Decreto nº 2014-185 de 18 de febrero de 2014, el cantón de Mundolsheim fue suprimido el 22 de marzo de 2015 y sus 14 comunas pasaron a formar parte; nueve del nuevo cantón de Hœnheim, cuatro del nuevo cantón de Lingolsheim y una del nuevo cantón de Bouxwiller.